# Robert Travers
Robert Travers (1596 -1647) fue un juez irlandés, soldado y político. A pesar de una reputación de corrupción, tuvo una carrera muy exitosa hasta el estallido de la Guerra Civil Inglesa, cuando se unió al movimiento en oposición al rey Carlos I de Inglaterra; luchó en el bando del Parlamento Irlandés y murió en la batalla de Knocknanuss. Era sobrino del poeta Edmund Spenser y ancestro de una notable familia de militares.

## Contexto histórico
Robert nació en el condado de Cork alrededor de 1596, el hijo mayor de John Travers y Sarah, hermana de Edmund Spenser. La familia Travers, originalmente de Lancashire, llegó a Irlanda aproximadamente a mediados del siglo XVI. Se cree que Sarah había venido a Irlanda para ocuparse de las tareas del hogar en la casa de su hermano, a quien después de la caída del conde de Desmond se le concedió una parte de la herencia Desmond, incluyendo el castillo de Kilcolman; Edmund concedió una parte de las tierras a John como regalo de bodas. John y Sarah fueron enterrados en la catedral de San Finbar; Robert erigió un monumento en memoria de ellos, pero la catedral ha sido tan alterada que no quedan rastros de este.

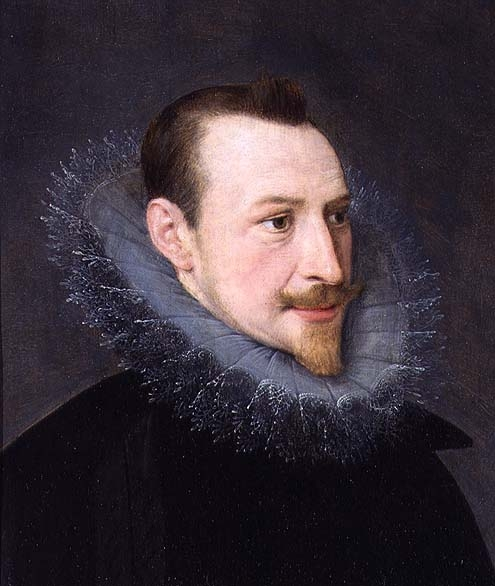
Edmund Spenser

## Inicios de su carrera
Robert fue a la Universidad de Oxford y se licenció en derecho; dado que la mayoría, aunque no todos, de los comandantes de la Guerra Civil Inglesa habían prestado servicio militar, él quizá haya sido un soldado por un tiempo. Inusual para un hijo mayor, decidió ejercer la abogacía a tiempo completo en los tribunales eclesiásticos y del Almirantazgo; ganó elogios por su capacidad legal, pero también ganó una reputación por corrupción. Se convirtió en vicario general de la diócesis de Meath, pero hubo tantas acusaciones de extorsión, corrupción y malversación de fondos que en 1621 fue llevado a juicio ante el tribunal de Castle Chamber (el equivalente irlandés del tribunal inglés de la Cámara estrellada) y declarado culpable. Se lo multó con 300 libras esterlinas y se ordenó su encarcelamiento en tanto así lo dispusiera la Corona.
El tribunal de Castle Chamber era notoriamente ineficaz a la hora de hacer cumplir sus sentencias, pero aun así es sorprendente que nada le ocurriera a Travers tras su condena; él continuó ejerciendo la abogacía y fue nombrado caballero en 1625. No hay duda de que debía su inmunidad a sus poderosos amigos, incluyendo Richard Boyle, conde de Cork, con cuya prima se casó más tarde.

## Juez
A principios de la década de 1620 fue nombrado Adjunto a Sir Lawrence Parsons, el juez del Almirantazgo irlandés, y también juez del Tribunal del Almirantazgo provincial en Munster. Aquí también se hizo famoso por aceptar sobornos y apoderarse de bienes valiosos. Para 1625 Sir Edward Villiers, Lord President de Munster, escribía desesperado que la Corona no podía confiar la dirección del Almirantazgo a "tal persona", y se refería explícitamente a la sentencia del tribunal de Castle Chamber. Villiers urgió a que Henry Gosnold, predecesor de Travers, que era un hombre íntegro, fuera convocado. Gosnold regresó a la Corte del Almirantazgo en la década de 1630, pero durante la Guerra Civil fue incapaz de ejercer el poder de manera efectiva. El Parlamento de Irlanda estableció un tribunal rival en Kinsale con Travers como su juez; inevitablemente, hubo más denuncias de corrupción.

## Política
Entró en la Cámara de los Comunes irlandesa en 1634 como miembro de Clonakilty; dado que la ciudad de Clonakilty era una creación del propio Lord Cork (que logró que se convirtiera legalmente en una ciudad en 1612 ), no hay duda de que Travers fue nominado por el conde. Este Parlamento había sido convocado por el formidable Lord teniente de Irlanda, Thomas Wentworth, conde de Strafford, que durante varios años fue todopoderoso en Irlanda. Los iniciales gestos de amistad de Lord Cork a Strafford fueron firmemente rechazados: Strafford estaba decidido a establecer la autoridad absoluta del rey en Irlanda, y para lograrlo creía que era necesario moderar lo que él veía como excesivo poder e influencia de Cork. En respuesta Lord Cork maquinó para destruir a Strafford, y en mayo de 1641 finalmente escribió en tono siniestro en su diario: "el conde de Strafford fue decapitado en Tower Hill, como bien lo merecía".
Travers volvió a la Cámara de los Comunes en 1639 y, como Lord Cork, se identificó claramente como oponente de Strafford. Firmó la Petición de noviembre de 1640 en la que el Parlamento irlandés, que previamente había prodigado elogios a Strafford, ahora lo acusaba de tiranía y corrupción sin paralelo. Travers estaba activo en la Cámara de los Comunes irlandesa en 1641; como la mayoría de los diputados, parece haber pensado que una vez que Strafford fuera destruido, el rey y el Parlamento podrían alcanzar una solución de compromiso.

## Guerra Civil y muerte
El estallido de la rebelión irlandesa de 1641 demostró que estas esperanzas eran una ilusión: Travers, como todos los terratenientes protestantes, ahora temía por sus tierras e incluso su vida. El parlamento sospechaba profundamente de la actitud del Rey con respecto a la Irlanda confederada. Los rebeldes afirmaban actuar con permiso del rey, y aunque esto no era cierto, era verdad que Charles nunca descartó la posibilidad de utilizar el ejército confederado. Las sospechas del Parlamento fueron confirmados por el Cese de Hostilidades de 1643, cuando James Butler, primer duque de Ormonde, el comandante realista, firmó un acuerdo de alto el fuego con los confederados que fue renovado repetidamente. Finalmente el Parlamento se vio obligado a luchar contra el Rey y también contra los confederados.

### Knocknanuss
Ver artículo principal: Batalla de Knocknanuss
El ejército confederado y el parlamentario se enfrentaron en la batalla decisiva de Knocknanuss, cerca de Mallow, el 13 de noviembre de 1647. Travers era ahora juez auditor del ejército parlamentario y comandaba una división. La batalla fue muy sangrienta, y aunque el bando de Travers fue victorioso, él murió.

## Familia
Se casó por primera vez en 1618 con Catalina Nangle; su único hijo con ella parece haber muerto joven. Se casó por segunda vez en 1638 con Elizabeth Boyle, hija de Richard Boyle, Arzobispo de Tuam, un pariente cercano del conde de Cork y su esposa Martha Wright, y con ella tuvo cuatro hijos :
- John (muerto en 1712), quien recibió la herencia de su padre.
- Richard (muerto en 1700), que heredó las tierras de su tío Zachary Travers.
- Elizabeth, que se casó con el coronel William Meade y fue la madre de Sir John Meade, primer Baronet.
- Martha, que se casó primero con Robert Stannard y más tarde con Sir Richard Aldworth.[16]

Ambos de sus hijos fundaron ramas de larga duración de la familia, que está asociada principalmente con Timoleague. Muchos de los descendientes de Robert fueron distinguidos soldados, notablemente el general Sir Robert Travers y su hijo el general James Travers.